# Burgstein
Burgstein is een voormalige gemeente in de Duitse deelstaat Saksen, en maakt deel uit van de gemeente Weischlitz in de Vogtlandkreis.

## Indeling voormalige gemeente
De gemeente bestond uit de volgende kernen:
| Plaats      | Hoogte (m ü. NN) |
| ----------- | ---------------- |
| Berglas     | 468              |
| Dröda       | 401              |
| Geilsdorf   | 448              |
| Grobau      | 552              |
| Großzöbern  | 500              |
| Gutenfürst  | 550              |
| Heinersgrün | 510              |
| Kemnitz     | 510              |
| Kleinzöbern | 454              |
| Krebes      | 549              |
| Pirk        | 390              |
| Ruderitz    | 450              |
| Schwand     | 520              |
| Steins      | 490              |
| Türbel      |                  |

## Geschiedenis
De gemeente is op 1 januari 1994 ontstaan door de samenvoeging van de toenmalige zelfstandige gemeente Geilsdorf, Großzöbern, Gutenfürst, Heinersgrün, Kemnitz, Krebes en Schwand.